# タバスコペッパー

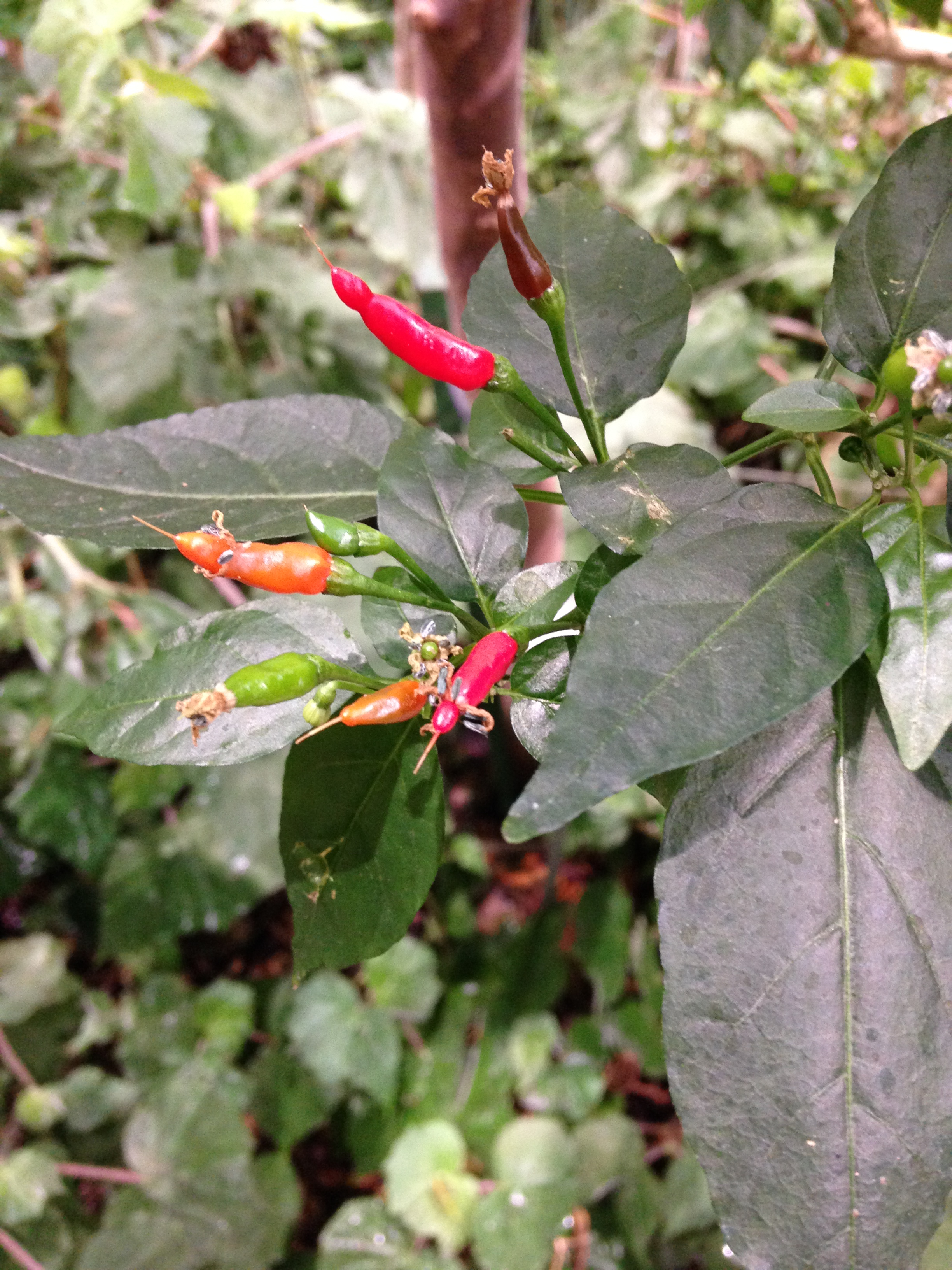
ベルギアンスカ植物園で栽培されているタバスコペッパー、ストックホルム、2013年

タバスコペッパー（スペイン語: chile tabasco、英語: tabasco pepper）は、メキシコを起源とする唐辛子の一種であるキダチトウガラシの変種。タバスコソースで使用されることで有名なほか、唐辛子酢でも使用される。
すべてのキダチトウガラシ栽培品種と同様にタバスコペッパーは、剪定することによってより生命力が強くなる。果実は約4cmの長さで、先細りの形状をしている。色は最初緑だが、熟してくると黄色、橙色を経て、明るい赤に変化する。タバスコペッパーはスコヴィル値で30,000から50,000スコヴィルであり、果実内部は肉厚である。タバスコペッパーの果実は、他のキダチトウガラシと同様に、茎からぶら下がるのではなく、成熟しても直立したままとなる。
タバスコペッパーは1960年代にタバコモザイクウイルスの被害を多く受けたが、最初の耐性品種であるグリーンリーフタバスコは1970年頃まで普及しなかった。

## 名前の由来
この唐辛子はメキシコの州であるタバスコ州にちなんで名付けられた。ただし、このキダチトウガラシの品種がタバスコ地方で作出されたのでその名がつけられたわけではなく、単にタバスコという名前が気に入ったからという理由だけで名付けられたといわれている。「タバスコ」はメキシコのユカタン半島の方言で湿地を意味し、メキシコの地方や町の名にもなっている。
英語でタバスコの頭文字は、植物の品種を指す場合は小文字で表示されるが、メキシコの州またはホットソースのブランドであるタバスコソースを指す場合は大文字で表記される。

## 栽培
タバスコペッパーは緑から始まり、オレンジ、そして赤に熟す。発芽後、完全に成熟するまで約80日かかる。約1.5mまで成長し、クリーム色または淡黄色の花が咲き、やがて上向きの果実に成長する。タバスコペッパーはメキシコのタバスコ州に自生しているので、種子は温度が25℃から30℃の間で発芽し、成長するために温暖な気候を必要とする。自然の生息地の外で栽培された場合、タバスコペッパーは最後の霜が無くなってから2〜3週間後、土壌温度が10℃を超えた好天の時に植えられる。気温が高すぎたり低すぎたり、夜間の気温が15℃を下回る場合、結実が減ることとなる。成長には肥沃で軽量、わずかに酸性（pH 5.5–7.0程度）で、水はけのよい土壌で、光と熱を十分に受ける場所が理想的である。タバスコペッパーは最高のパフォーマンスを得るために安定した水の供給を必要とする。栽培者は、肥料と土壌がリン、カリウム、カルシウムに富み、窒素が少なく、果実の成長を妨げる可能性があることを注意する必要がある。